# Udàtxnaia
Udàtxnaia (rus: трубка Удачная, trubka udatxnaia, que pot ser traduït com a «jaciment de la sort») és un jaciment de diamants de Rússia situat en el camp de kimberlita de Daldyn-Alakit, a la república de Sakhà, al nord de la ciutat de Udatxni a la qual el jaciment va donar nom i que va ser construïda per a la seva explotació (i que comptava en el cens de 2011 amb 12.611 hab.). Situat just fora del cercle polar àrtic, a uns 20 km, (66° 26′ N, 112° 19′ E / 66.433°N,112.317°E 66° 26′ N, 112° 19′ E / 66.433°N,112.317°E / 66.433, 112.317) és explotat com un pou a cel obert. Té més de 600 metres de profunditat, per la qual cosa és la tercera mina a cel obert més profunda del món, després de dues explotacions de coure: la xilena de Chuquicamata (de 1250 m) i la nord-americana mina del Bingham Canyon (de 1210 m de profunditat).
El jaciment d'Udàtxnaia va ser descobert el 15 de juny de 1955, amb prou feines l'endemà passat del descobriment de la mina de diamants Mir pel geòleg soviètic Vladimir Shchukin i el seu equip. Al desembre de 1989 es va extreure el diamant més gran d'aquesta explotació, amb 320,65 quirats, al que se li va posar el nom d'Alexander Pushkin; es tracta del segon major diamant trobat mai al territori de l'antiga Unió Soviètica, només per darrere del XXVI Congrés del PCUS.
Des del 2010, el jaciment d'Udàtxnaia és gestionat per la companyia de diamants russa Alrosa, que planeja cessar l'explotació a cel obert per centrar-se en l'explotació subterrània.